# Politica Vaticanului
Din motive istorice, conducerea statului are o structură unică. Cele mai importante persoane sunt Secretarul de Stat, președintele comisiei pontificale pentru statul Vatican și Guvernatorul Vaticanului. Aceștia, ca toți ceilalți oficiali, sunt numiți și revocați de papa.
În timpul sede vacante (vacanței scaunului papal), Cardinalul Camerlengo, fostul Secretar de Stat și fostul președinte al comisiei pontificale formează o comisie care duc la împlinire câteva funcții ale șefului statului; în timp ce o altă comisie formată din Camerlengo și trei cardinali (unul ales prin vot la fiecare trei zile din fiecare ordin al cardinalilor), îndeplinesc alte funcții ale șefului statului. Toate deciziile luate de aceste comisii trebuie aprobate de Colegiul Cardinalilor.

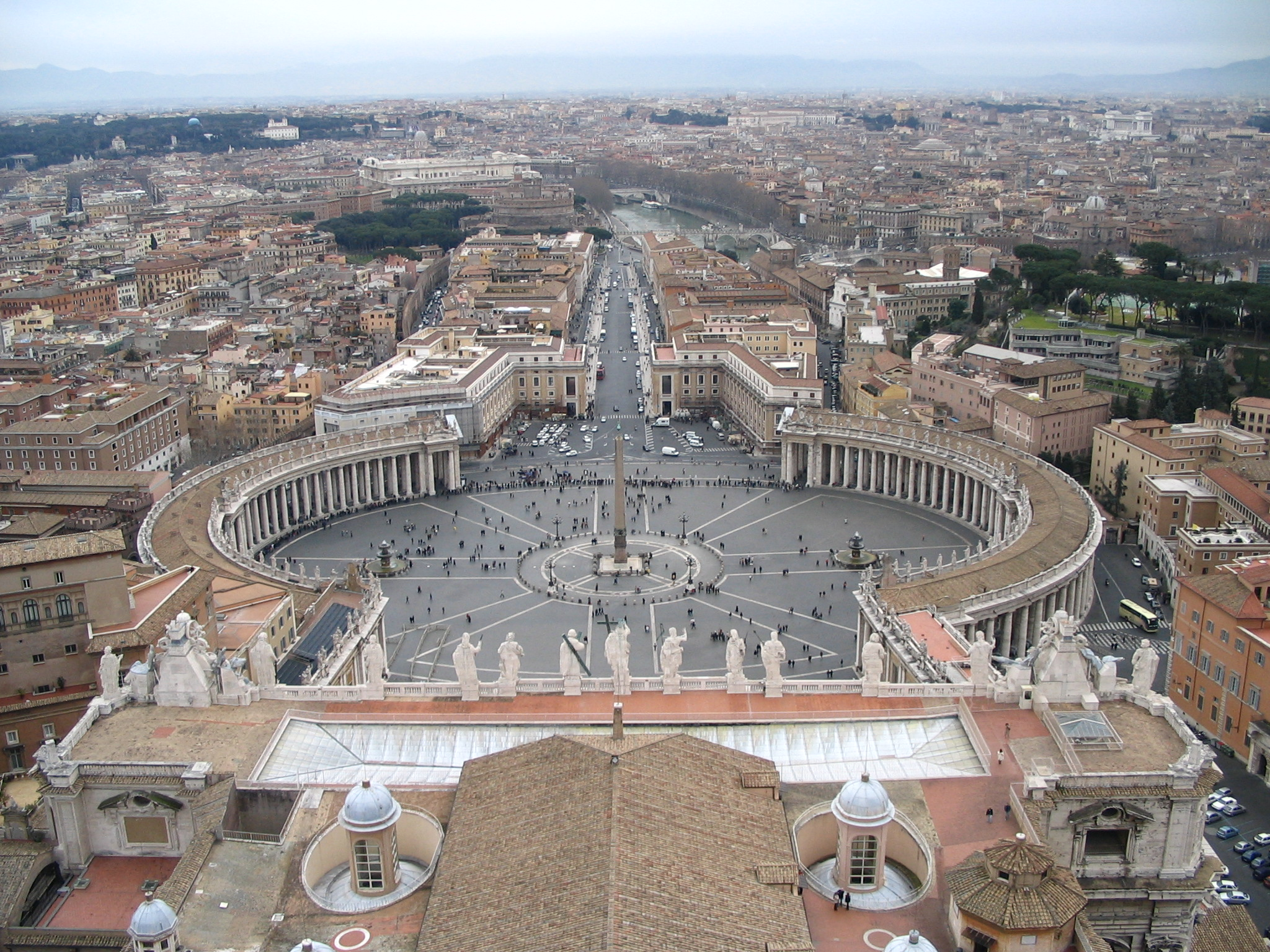
Intrarea principală în Vatican de pe acoperişul Bazilicii Sfântul Petru, înconjurată de Roma.

### Administrația Vaticanului
Guvernatorul Vaticanului, cunoscut câteodată drept președintele, are îndatoriri similare cu cele ale unui primar, inclusiv securitate locală, dar făcând excepție relațiile internaționale. Vaticanul deține corpuri moderne de securitate, faimoasa Gardă elvețiană, o forță militară pe bază de voluntariat provenită din bărbați elvețieni. Garda nu este chiar o armată, ci mai mult o forță de poliție și gardă de corp pentru papa.
Puterea legislativă este învestită în Comisia pontificală pentru statul Vatican condusă de un președinte. Membri sunt cardinali numiți de papa pentru un mandat de cinci ani. 
Funcțiile juridice sunt conduse de trei tribunale — Signatura apostolică, Rota romană și Penitențieria apostolică, care sunt de asemenea arma juridică a Sfântului Scaun (a se vedea mai jos). Sistemul legal este bazat pe canon sau dreptul ecleziastic; dacă dreptul canonic nu este aplicabil, legile speciale ale teritoriului se aplică, de obicei modelate după prevederile italene.
Vaticanul are propriul oficiu poștal, supermarket, bancă (bancomatele sunt singurele din lume care folosesc limba latină), stație feroviară, centrală generatoare de energie electrică și casă de editură. Vaticanul își emite propriile monede și timbre și controlează prorpiul domeniu de internet (.va). Radio Vatican, postul oficial de radio, este unul din cele mai influente din Europa. L'Osservatore Romano este ziarul semi-oficial. Este publicat de laici catolici, dar conține informații oficiale.

### Administrația Sfântului Scaun
Ofițerul șef este Secretarul de Stat, al cărui titlu este asemănător celui al ministrului de externe al Statelor Unite ale Americii și care exercită de fapt aceste funcții și pe cea a premierului în alte țări. 
Administrația Sfântului Scaun este separată. Papa îl guvernează prin intermediul Curiei romane. Aceasta este formată din Secretariatul de Stat, nouă congregații, trei Tribunale, 11 consilii pontificale și un complex de birouri care administrează afacerile bisericii la cel mai înalt nivel. Secretariatul de stat coordonează Curia prin Cardinalul Secretar de Stat. 
Între cele mai active instituții ale bisericii sunt Congregația pentru docrtina credinței, care supraveghează doctrina bisericii; Congregația pentru episcopi, care coordonează numirile episcopilor în cele două Americi și în Europa; Congregația pentru evanghelizarea popoarelor, care susține activitatea misionară; Consiliul pontifical pentru dreptate și pace, care se ocupă de pacea internațională și problemele sociale.
Sfântul Scaun are trei tribunale: Penitențieria apostolică care se ocupă de conștiință; Rota romană este responsabilă pentru recursuri, inclusiv anularea căsătoriilor și Signatura apostolică curtea finală de apel.
Prefectura pentru afacerile economice coordonează finanțele departamentelor Sfântului Scaun și supraveghează administrarea patrimoniului acestuia, un fond de investiții datând de la Tratatul de la Lateran. Un comitet format din cincisprezece cardinali, condus de Secretarul de Stat are autoritate finală de supraveghere asupra tutoror problemelor financiare ale Sfântului Scaun, inclusiv pe cele ale Institutului pentru lucrările religiei, o instituție financiară cunoscută drept banca Vatican.